# Provincia de Errachidía
La provincia de Errachidía es una provincia de Marruecos, parte de la región de Draa-Tafilalet. Según el censo de 2014, tiene una población de 418 451 habitantes.
Abarca una superficie de 27 037 km².
Su capital es Er-Rachidía.

## División administrativa
La provincia está subdividida en 7 municipios y 22 comunas rurales. Los municipios son los siguientes:
- Aoufous
- Arfoud
- Boudnib
- Errachidía
- Goulmima
- Jorf
- Moulay Ari Cherif
- Tinejdad

## Ciudades
- Aoufous
- Boudnib
- Erfud
- Errachidia
- Goulmima
- Jorf
- Moulay Ali Cherif
- Rich
- Rissani
- Tinejdad